# أندريه أولريش زانغا
أندريه أولريش زانغا (بالفرنسية: Andre Ulrich Zanga)‏ هو لاعب كرة قدم كاميروني في مركز الوسط، ولد في 4 أبريل 1997 في ياوندي في الكاميرون. لعب مع لوس انجلوس غالاكسي 2.